# Tankendō

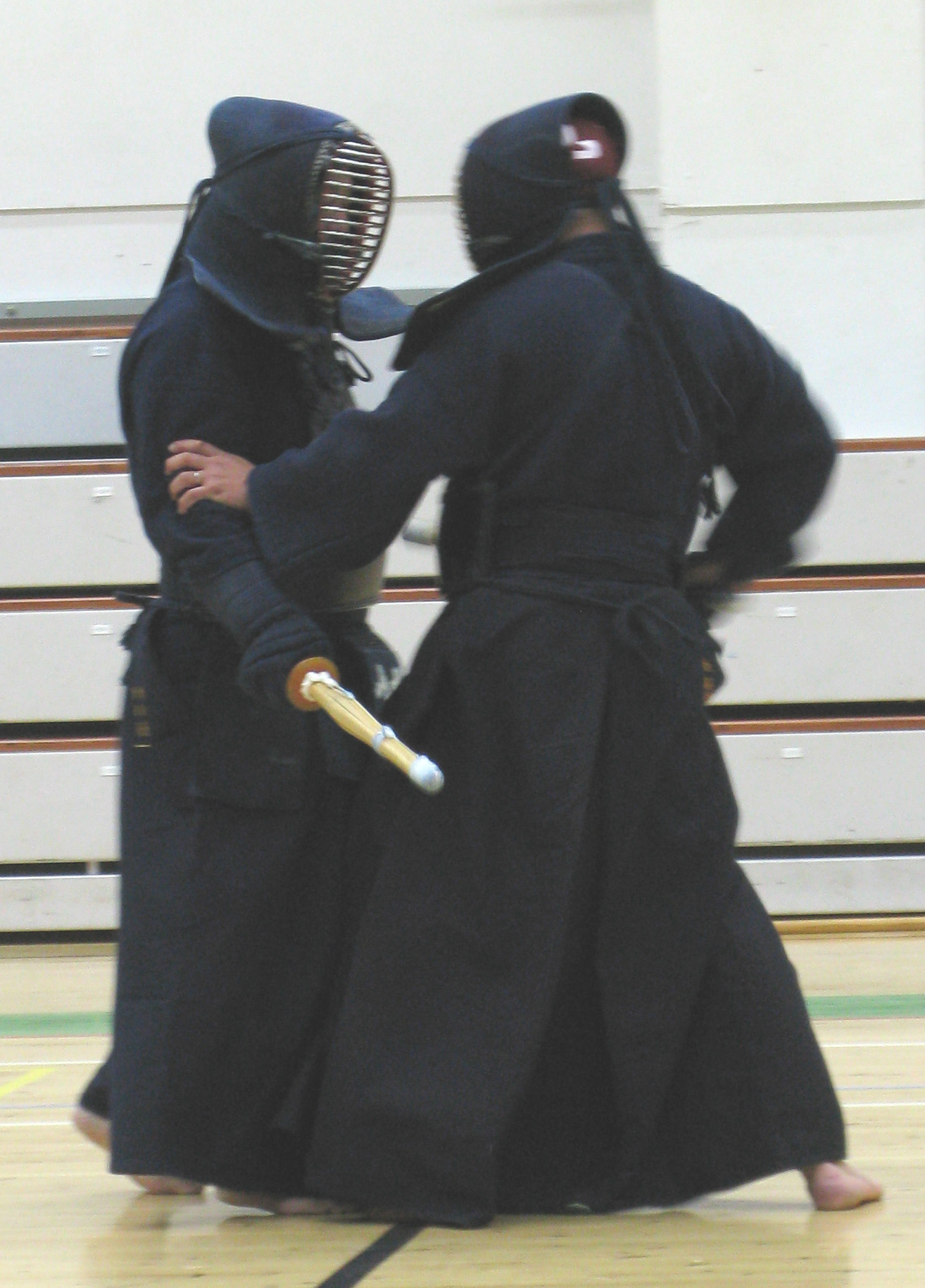
Combat de deux tankendokas (combattants de tenkendo).

Le tankendō (短剣道, « la voie de la courte épée ») est une forme d'art martial japonais de l'épée courte (ou kodachi) qui a été créé en 1925,.
Cette discipline est très proche du kendo, mais les pratiquants utilisent une épée en bambou de 53 cm ; la même armure qu'en kendo, composée d'un keikogi, d'un hakama et d'un bōgu, mais ne portent que le kote (gant) droit et l'urabuton sous l'aisselle droite ; et les cibles du tankendo sont les mêmes, avec en plus une poussée au torse (dō-tsuki) et une poussée au corps à corps au torse après avoir bloqué le bras de l'adversaire (seitai-zuki),.

## Historique

### Technique du poignard japonais
L'armée impériale japonaise, créée après la restauration de Meiji, a invité des instructeurs de l'armée française à les former à l'escrime et aux techniques de baïonnette occidentales. En 1887, lorsque les instructeurs français ont été licenciés et renvoyés du Japon, il y a eu un mouvement pour abandonner l'escrime et les techniques à la baïonnette de style occidental et établir des techniques originales d'escrime et de baïonnette basées sur des techniques d'escrime traditionnelle japonaise, comme le sōjutsu (lance) et le kenjutsu (sabre des samouraïs).
Après cela, l'utilisation de baïonnettes lors de la guerre russo-japonaise (1904-1905) puis dans la guerre des tranchées pendant la Première Guerre mondiale (1914-1918) a conduit à de nouvelles recherches sur les épées courtes,. Basé sur le kodachijutsu (l'utilisation des wakizashi (kodachi), des épées courtes portées par les samouraïs), lequel est issu du Nakajo-ryu kodachi, considéré comme l'un des trois grands fondateurs du kendo japonais et le toda-ryu de l'escrime japonaise, le Kodachijutsu a été créé en 1925.
Après que le Japon a perdu la guerre en 1945, l'armée japonaise a été démantelée et les arts martiaux ont été interdits par le Commandement suprême des forces alliées.

### Tankendō moderne
En 1956, la Fédération japonaise de Jūkendō (ja) est créée et avec elle le Jūkendō en tant qu'art martial sportif. Le Tankendō n'est pas mis en œuvre avant 1978 par cette même fédération.
Dans les arts martiaux modernes, l'utilisation de trois kodachis reste dans le Nihon Kendo Kata établi la première année de l'ère Taishō. Les techniques actuelles de tankendō et les règles de combat sont similaires à celles du kendo, mais pour des raisons historiques, cette discipline est contrôlée par la Fédération japonaise de Jūkendō au lieu de la Fédération japonaise de Kendo (ja).
Comme l'escrime à la baïonnette, elle est activement organisée à l'Académie de défense nationale du Japon, et la plupart des participants à la compétition sont des officiers des Forces japonaises d'autodéfense.

## Épée courte en bambou

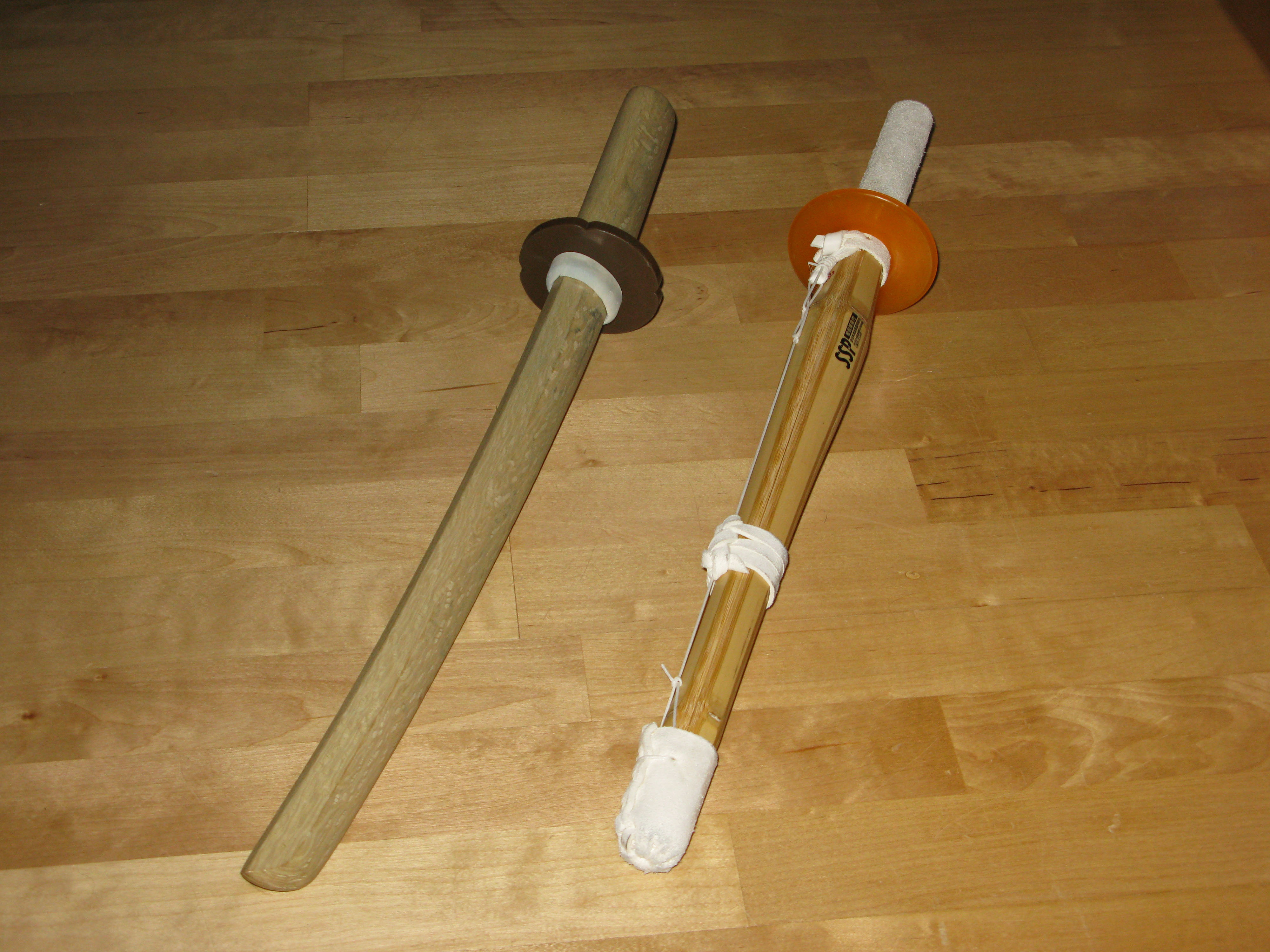
Épées en bois (bokken) et épées en bambou (shinai) utilisées pour l'entraînement court au kendo.

Le tankendō se pratique avec une épée courte en bambou de kendo d'une longueur totale de 53 cm (lorsque le cuir de la pointe et de la poignée est attaché). La raison de cette longueur supérieure de 3,8 cm par rapport à la longueur de 51,2 cm de la base originale du shinai de dankendo, le Shijun Shiken, est que le shinai utilisé pour le kata de kouta dans le kendo japonais mesure 55 cm de long. De plus, la baïonnette britannique 1907 (en), a une longueur totale de 55 cm, soit la même taille qu'une épée courte en bambou de kendo.

## Technique

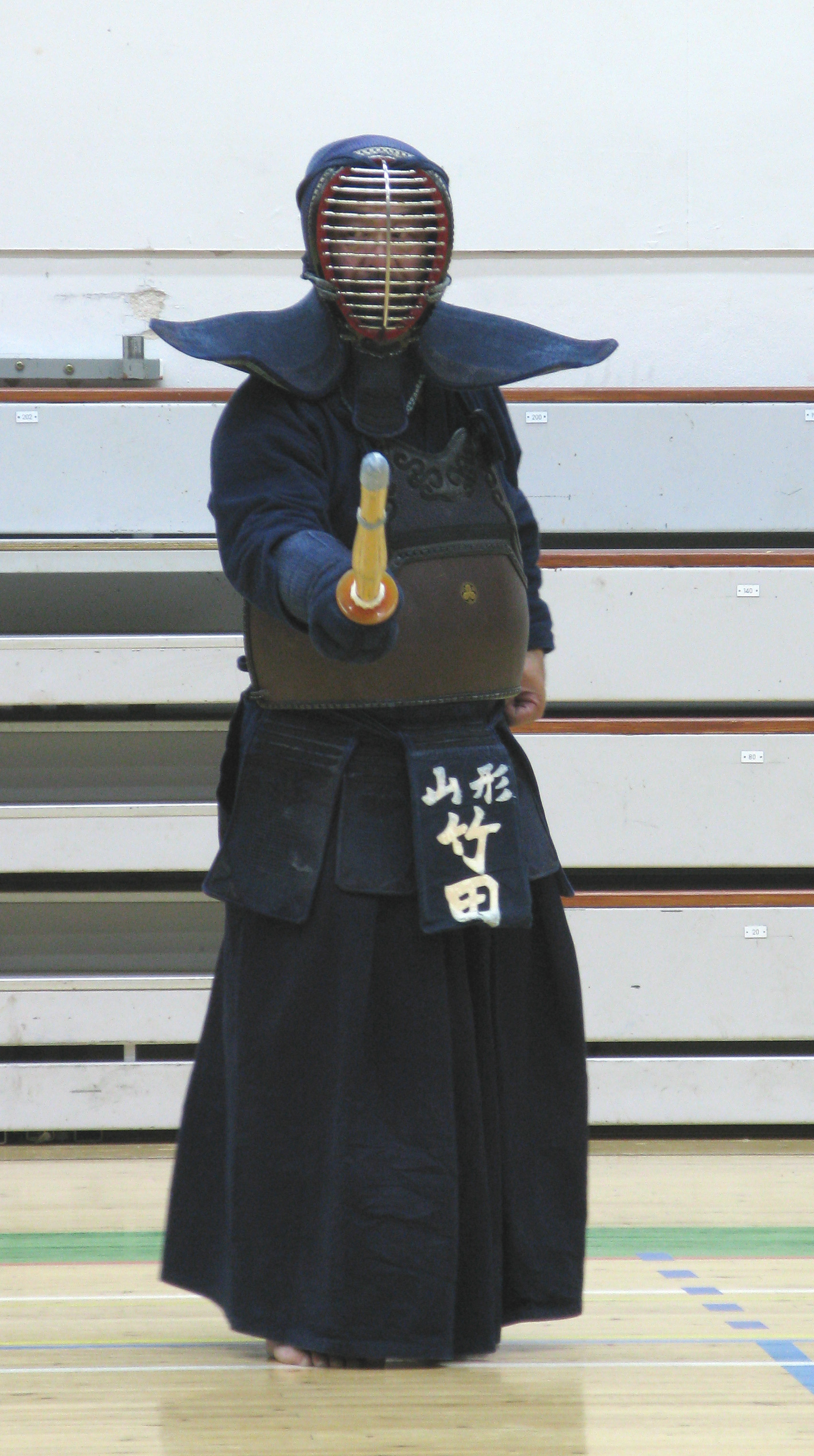
Tenue d'un tankendoka.

Comme dans le kodachijutsu (小太刀術, art du petit sabre), le tankendō se caractérise par l'utilisation de l'entrée du corps pour contrôler l'adversaire pendant l'attaque. Pour cette raison, la technique appelée seitai-geki, dans laquelle les mains de l'adversaire sont contrôlées pendant la frappe, est reconnue comme une caractéristique particulière. Les frappes valables sont le men-datotsu, le nodotsuki, le do-tsuki et le kote-datotsu. La tenue est presque la même qu'au kendo, composée d'un keikogi, d'un hakama et d'un bōgu, mais la principale différence est que, contrairement au kendo à la carabine, où un shinai court est utilisé et où la main droite porte une pochette pour les doigts, la main droite porte une main en forme de panier et la main gauche ne porte rien.
Comme le jūkendō, le tankendo comprend un entraînement aux principes fondamentaux (kiso), aux techniques de base et appliquées (kihon et oyo waza), un entraînement à l'attaque (dai-ni kyoshu, qui est fondamentalement le même que kakari geiko en kendo), un entraînement au style libre (dai-san kyoshu, ou ji geiko), des shiai et des kata. Il existe différentes séries de kata pour les deux armes : juken-juken (8), juken-tanken (6), juken-tachi (6), tanken-tanken (8) et, enfin, tanken-juken (6).

## Règles
Les combats à l'épée courte se déroulent avec des shinai à épée courte (53+2 cm de longueur et pesant 250 g pour les hommes adultes ; 200 g pour les femmes et les moins de 18 ans) sur un terrain carré de 10 m.
Les règles sont les suivantes :
- Les frappes valables sont les frappes au corps, à la gorge et au visage.
- Un Ippon est accordé lorsque deux ou plus des trois juges lèvent le drapeau.
- Dans un combat à trois reprises, le vainqueur est le premier à porter deux frappes dans le temps imparti.
- Si les deux combattants ne parviennent pas à se départager, le combat est prolongé, tiré au sort ou jugé, selon les règles du tournoi.

## Système de classement et grades
La Fédération japonaise de Jūkendō décerne des grades (dan) et des titres (Hanshi, Kyoshi, Renshi) depuis 1982.
| Rangs et conditions d'acquisition de Tankendo | Rangs et conditions d'acquisition de Tankendo                                 | Rangs et conditions d'acquisition de Tankendo |
| Rang                                          | Qualification d'examen de promotion de rang                                   | Limite d'âge                                  |
| --------------------------------------------- | ----------------------------------------------------------------------------- | --------------------------------------------- |
| Premier dan                                   | Examen immédiat possible après introduction                                   | Aucune                                        |
| Deuxième dan                                  | 1 an après le 1er dan                                                         | Aucune                                        |
| Troisième dan                                 | 1 an après le 1er dan (le titulaire du 1er dan peut le prendre immédiatement) | Aucune                                        |
| Quatrième dan                                 | 2 ans après le 3e dan                                                         | À partir de 22 ans                            |
| Cinquième dan                                 | 2 ans après le 4e dan                                                         | À partir de 24 ans                            |
| Sixième dan                                   | 3 ans après le 5e dan                                                         | À partir de 27 ans                            |
| Septième dan                                  | 4 ans après le 6e dan                                                         | À partir de 33 ans                            |
| Huitième dan                                  | 6 ans après le 7e dan                                                         | À partir de 48 ans                            |

Les 1er à 5e dan sont examinées par les préfectures (2 fois par an), les 6e dan et plus sont examinés au niveau national une fois par an.
| Sujets d'examen de rang Tankendo (1er au 5e Dan) | Sujets d'examen de rang Tankendo (1er au 5e Dan) | Sujets d'examen de rang Tankendo (1er au 5e Dan) | Sujets d'examen de rang Tankendo (1er au 5e Dan) | Sujets d'examen de rang Tankendo (1er au 5e Dan) | Sujets d'examen de rang Tankendo (1er au 5e Dan) | Sujets d'examen de rang Tankendo (1er au 5e Dan) | Sujets d'examen de rang Tankendo (1er au 5e Dan) |
| Rang                                             | Gorge                                            | Coups consécutifs à la gorge                     | Attaque de face                                  | Coup droit à la gorge                            | Balayage à la gorge                              | 2 types de techniques de système d'entrée        | Combinaison                                      |
| ------------------------------------------------ | ------------------------------------------------ | ------------------------------------------------ | ------------------------------------------------ | ------------------------------------------------ | ------------------------------------------------ | ------------------------------------------------ | ------------------------------------------------ |
| 1er dan                                          | ○                                                | ○                                                | ○                                                |                                                  |                                                  |                                                  | ○                                                |
| 2e dan                                           | ○                                                | ○                                                | ○                                                |                                                  |                                                  |                                                  | ○                                                |
| 3e dan                                           | ○                                                | ○                                                | ○                                                | ○                                                |                                                  |                                                  | ○                                                |
| 4e dan                                           | ○                                                | ○                                                | ○                                                | ○                                                | ○                                                |                                                  | ○                                                |
| 5e dan                                           | ○                                                | ○                                                | ○                                                | ○                                                | ○                                                | ○                                                | ○                                                |